# 王维骃
王维骃（1904年—？），又作王维因，江苏太仓人，中华民国经济学家，上海市参议员。1929年毕业于国立暨南大学，1930年与妻子李行素结婚。历任国民政府注册会计师，之江大学及暨南大学教授，工商部上海商品检验局西文秘书、工商部技正，交通银行总行秘书兼人事科长、行员训练班教务长，中国征信所董事，大兴实业公司总经理，太仓县临时参议会参议员，上海市参议员等职务，是民国时期上海知名经济学者，出版有《经济建设》《近代名人言论录》等作品。